# Kel Assouf
Kel Assouf (qui signifie « ceux de la nostalgie » en langue tamasheq) est un groupe belge de blues rock originaire de Bruxelles. Le groupe est formé en 2006 par Anana Harouna, nigérien issu du peuple des touaregs. Le groupe mélange la musique traditionnelle touarègue avec le rock et la musique électronique.

## Historique
À son arrivée à Bruxelles en 2006, le chanteur et guitariste nigérien Aboubacar «Anana» Harouna forme le groupe Kel Assouf qui au gré de ses formules successives explore des univers sonores contrastés. Les chansons sont des compositions originales chantées par Anana en tamasheq sa langue maternelle.
Le groupe sillonne les scènes des festivals et des salles de concert d’Europe (Belgique, France, Allemagne, Finlande, Pologne) et du Maghreb (Algérie, Maroc). Après plusieurs années de scène Kel Assouf présente son premier album en 2010, intitulé Tin Hinane (du nom d'une ancienne reine touarègue) et produit par Igloo Records.

Un deuxième album intitulé Tikounen (Igloo Records/Sowarex) sort en mars 2016 produit par Sofyann Ben Youssef. Le groupe livre ici un son rock tradi-moderne voire hyper-moderne, en marge des productions actuelles. Il est estampillé « RFI talent » à la sortie de l'album et commence les promotions sur TV5 Monde, RFI, France Inter, etc. Le groupe remplit un agenda de concerts en Europe et en Afrique en 2016-2017. Les Inrockuptibles sélectionnent ce deuxième opus parmi les « 10 albums africains 2016 » .

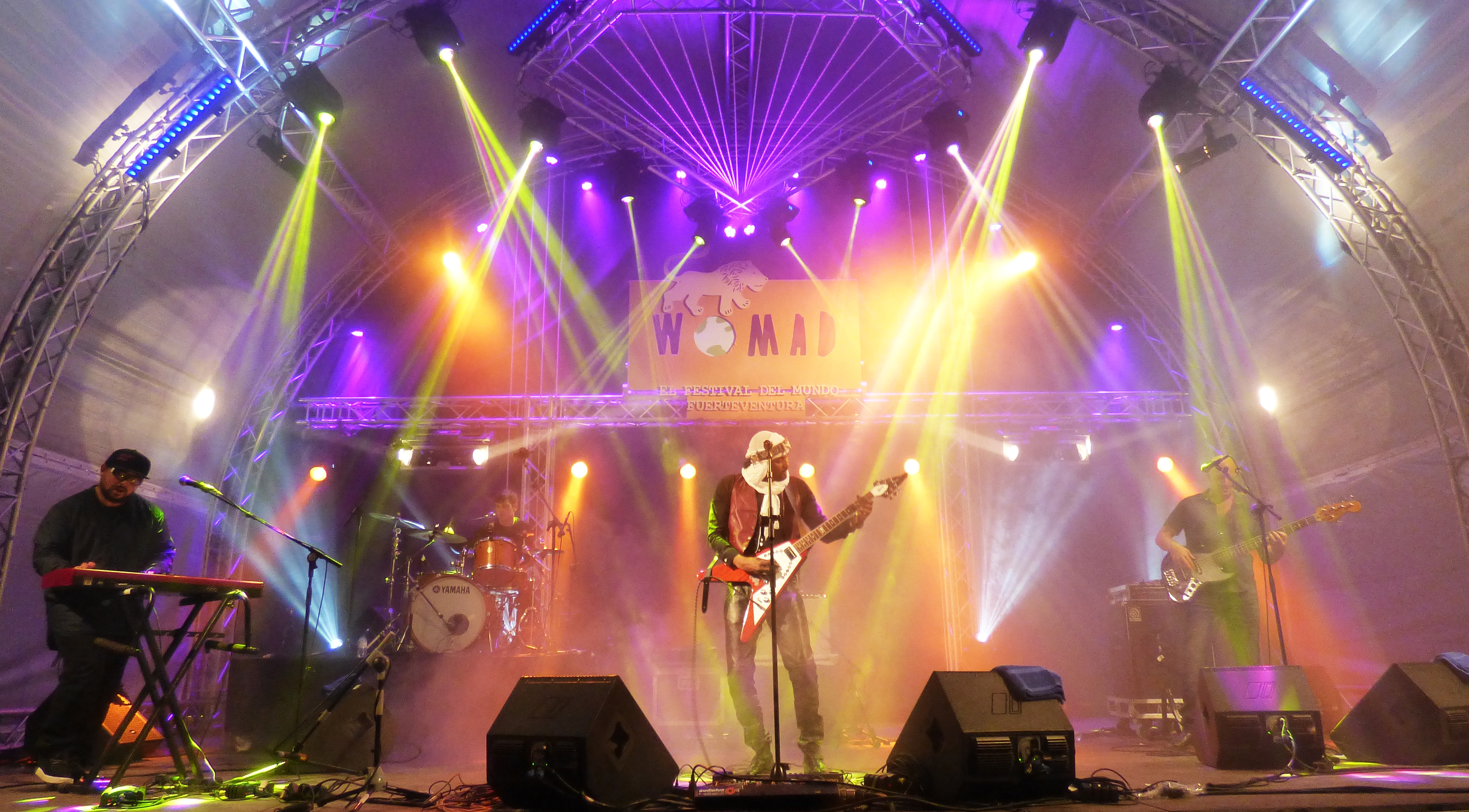
Kel Assouf au Womad Fuerteventura en 2016.

En 2017 Kel Assouf reçoit les prix 'Octave Zinneke' et 'Octave Musique du Monde' décernées par les Octaves de la musique.
En 2019 sort le troisième album Black Tenere avec le label Glitterbeat Records. Le groupe est réduit à un trio minimaliste avec le tunisien Sofyann Ben Youssef aux claviers, le belge Olivier Penu à la batterie et Anana à la guitare et la voix. Produit également par Sofyann Ben Youssef Black Tenere est un album où les rythmes de transe africains se fondent dans l'énergie d'un rock vintage apportant une nouvelle vibration significative dans le parcours musicale de Kel Assouf.
En 2020 le groupe reçoit à nouveau le prix 'Octave Musique du Monde' pour l'album Black Tenere.

## Discographie
- 2010 : Tin Hinane (Igloo Records).
- 2016 : Tikounen (Igloo Records/SOWAREX).
- 2019 : Black Tenere (Glitterbeat Records).

## Collaborations
- 2011 : Ishumar 2 Nouvelles guitares touarègues [10]